# Aeropuerto de Zemun Polje
El Aeropuerto de Zemun Polje (serbio: Aerodrom Zemun Polje, serbio cirílico: Аеродром Земун Поље) es un aeropuerto situado en el municipio de Zemun de la ciudad de Belgrado (Serbia).
En el siglo XX, Zemun fue sede de un aeropuerto internacional, el Aeropuerto de Zemun-Bežanija (el primero de la ciudad de Belgrado) y una base militar de la antigua Yugoslavia, donde se desarrollaron importantes acontecimientos y que fue sede principal de la Real Fuerza Aérea Yugoslava.

## Utilización
El Aeropuerto de Zemun Polje, también conocido como Aeropuerto 13 de mayo, se encuentra junto a la carretera Belgrado-Novi Sad, en paralelo a las vías del ferrocarril, y próximo a la carretera de Batajnica, donde se encuentra la Base Aérea de Batajnica de las Fuerzas Aéreas de Serbia. El aeropuerto es utilizado principalmente para la aviación deportiva y de aficionados.